# Marika Koroibete
Ratu Marika Koroibete (Namosi, 26 de julio de 1992) es un jugador australiano de rugby nacido en Fiyi, que se desempeña como wing y juega en los Melbourne Rebels, franquicia del Super Rugby.
Koroibete destaca por su agilidad, cambio de pase, potencia física y velocidad. Es internacional con los Wallabies.

## Carrera
Comenzó jugando rugby League en Fiyi, siendo contratado por los Wests Tigers de la National Rugby League y tras dos temporadas fue vendido al Melbourne Storm. En total marcó 34 tries en 58 partidos.
Koroibete corre los 100 metros en 11 segundos y disputó la Copa del Mundo de rugby a 13 de 2013 con Fiyi. En mayo de 2016 anunció que se pasaría al rugby para jugar con los Melbourne Rebels, al que se uniría al finalizar la liga en curso.

### Rugby
Inició jugando como acondicionamiento el National Rugby Championship, competición nacional de Australia, con el Melbourne Rising en 2016 y con los Rebels desde el Super Rugby 2017. Continúa jugando con ambos equipos en la actualidad.

## Selección nacional
Contando con la nacionalidad (tras cinco años de residencia), fue convocado a los Wallabies por primera vez como participante de The Rugby Championship 2017. Debutó en la cuarta fecha ante los Pumas, ingresando en reemplazo de Henry Speight.
Se consolidó como titular indiscutido desde su segundo partido, cuando le marcó dos tries a los Springboks. Koroibete se expresó sobre jugar para Australia:

«Estoy feliz. Cuando me dijeron que había una oportunidad y si quería jugar, dije que sí. Cada chico que crece en Australia quiere jugar en los Wallabies. Para mí es un placer y un privilegio».

En total lleva jugados 11 partidos y 25 puntos marcados, productos de cinco tries.